# Греви, Жюль
Франсуа́-Поль-Жюль Греви́ (фр. François Paul Jules Grévy) (15 августа 1807, Мон-су-Водре, деп. Юра — 9 сентября 1891, Мон-су-Водре, деп. Юра) — французский политический деятель, 4-й президент Франции (Третья республика, 1879—1887). Первый президент Франции, бывший убеждённым республиканцем и активно противостоявший реставрации монархии.

## Деятельность до 1870 года
Родился 15 августа 1807 года в Мон-су-Водрэ, департамент Юра. Поступив в число парижских адвокатов, скоро обратил на себя внимание как своими дарованиями, так и политическим радикализмом, выразившимся с особенной яркостью в политическом процессе 1839 года при защите двух товарищей Барбеса.
После февральской революции 1848 года Греви был послан в родной департамент в качестве правительственного комиссара и на этом посту проявил большие административные способности. Избранный почти единогласно в учредительное собрание, он показал себя горячим республиканцем, желавшим уберечь вновь созданную республику от опасных случайностей. 

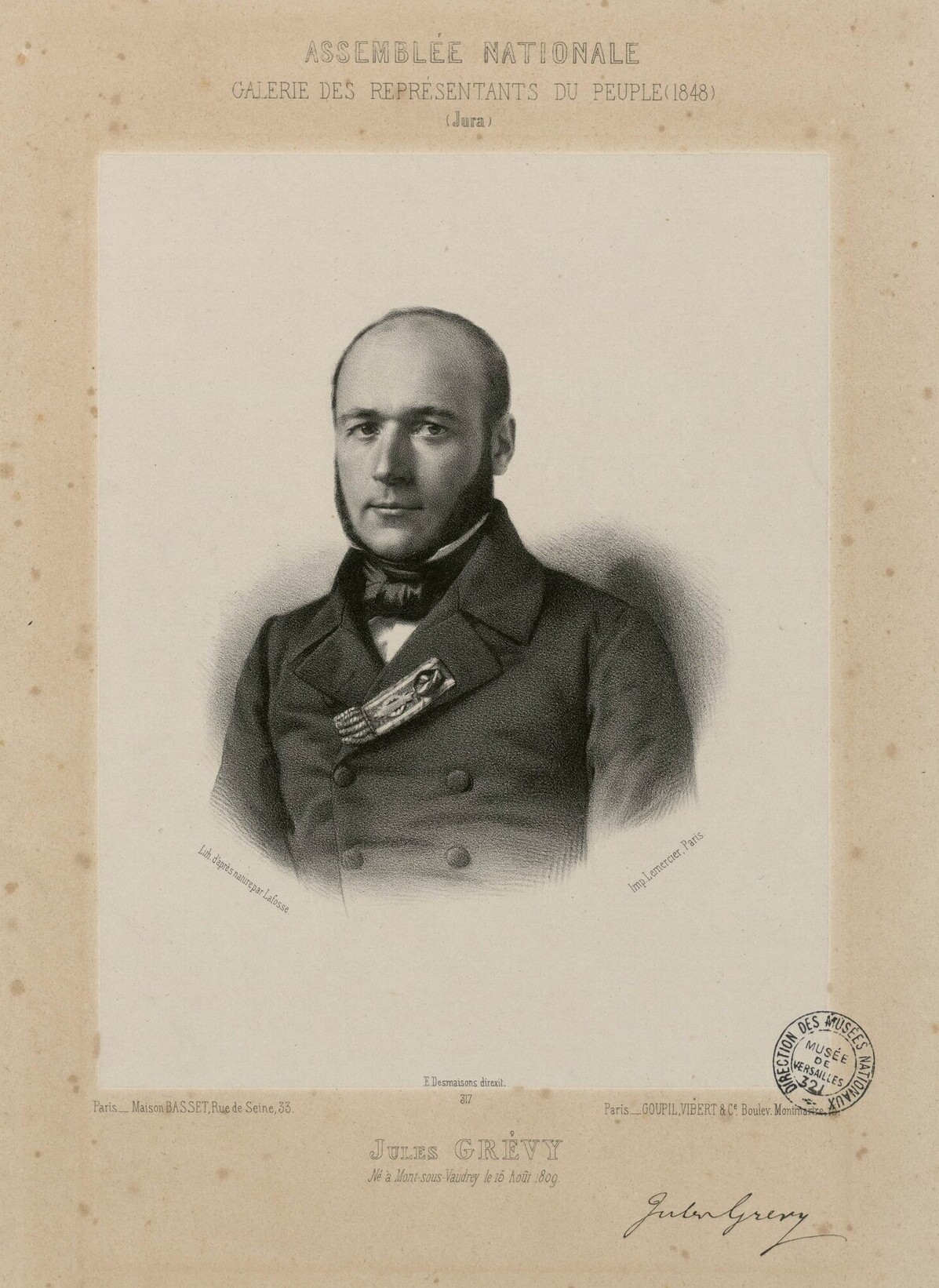
Греви в качестве депутата Национального собрания (1848)

Особенно памятной осталась его борьба против той статьи конституции, в силу которой президент республики должен был быть избираем всеобщим голосованием. В этой статье Греви видел удобную лазейку для происков цезаризма, и его опасения оказались основательными.
В эпоху президентства Луи-Наполеона Греви находился в оппозиции, а после переворота 2 декабря 1851 года отошёл от участия в политике и всецело посвятил себя адвокатуре. В 1868 году он был избран батоннье, старшиной парижского адвокатского сословия.
В последние годы Второй империи Греви снова вернулся к политической деятельности. В 1868 году он был избран в законодательный корпус депутатом от департамента Юры и встал во главе группы демократов-республиканцев («gauche fermée»), не желавших идти ни на какие сделки с правительством Наполеона III. В это время Греви проявил себя решительным врагом наполеоновских затей в сфере иностранной политики: 15 июля 1870 года он с негодованием говорил против министерства, «с лёгким сердцем» бросавшего Францию в войну с Пруссией.

## Председатель Национального собрания

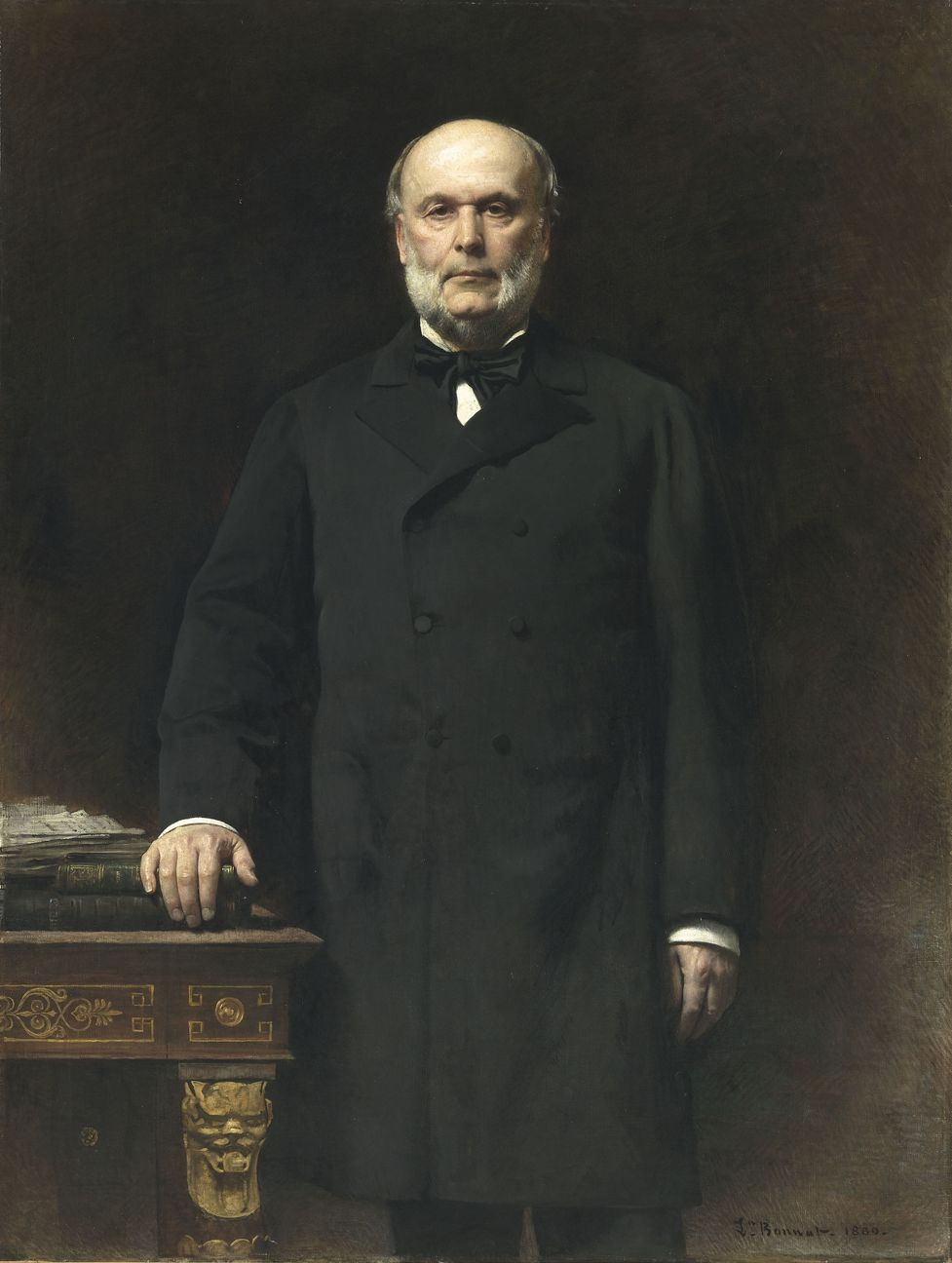
Леон Бонна. Портрет Жюля Греви (1880)

При правительстве Национальной обороны Греви не принимал активного участия в политике. Перед выборами в Национальное собрание он резюмировал свою программу в следующих положениях: «республика прежде всего; мир с надеждою на реванш всеми доступными средствами». Он был избран членом национального собрания от трёх департаментов, но остался верным своему департаменту Юры. На первом же заседании Палаты депутатов он был избран её Председателем подавляющим большинством (519 голосов из 538). На этой ответственной должности он проявил редкий такт и находчивость, благодаря которым хорошо справлялся с трудной обязанностью руководить прениями и сохранять порядок в Палате, состоявшей из крайне разнородных и враждебных друг другу элементов. Уже в этот период многие наметили его возможным кандидатом на пост президента республики в случае ухода Тьера. 1 апреля 1873 года вследствие конфликта с правыми в Национальном собрании Греви сложил с себя полномочия его председателя. После отставки Л. А. Тьера Греви выступил энергичным врагом коалиции, пытавшейся восстановить монархию, и издал брошюру «Le Gouvernement nécessaire» (1873). В новой палате депутатов (1876) Греви был избран председателем, огромным большинством в 462 из 468 голосов, и оставался на этом посту до 30 января 1879 года, когда он был избран президентом республики, 563 голосами из 713.

## Президент республики

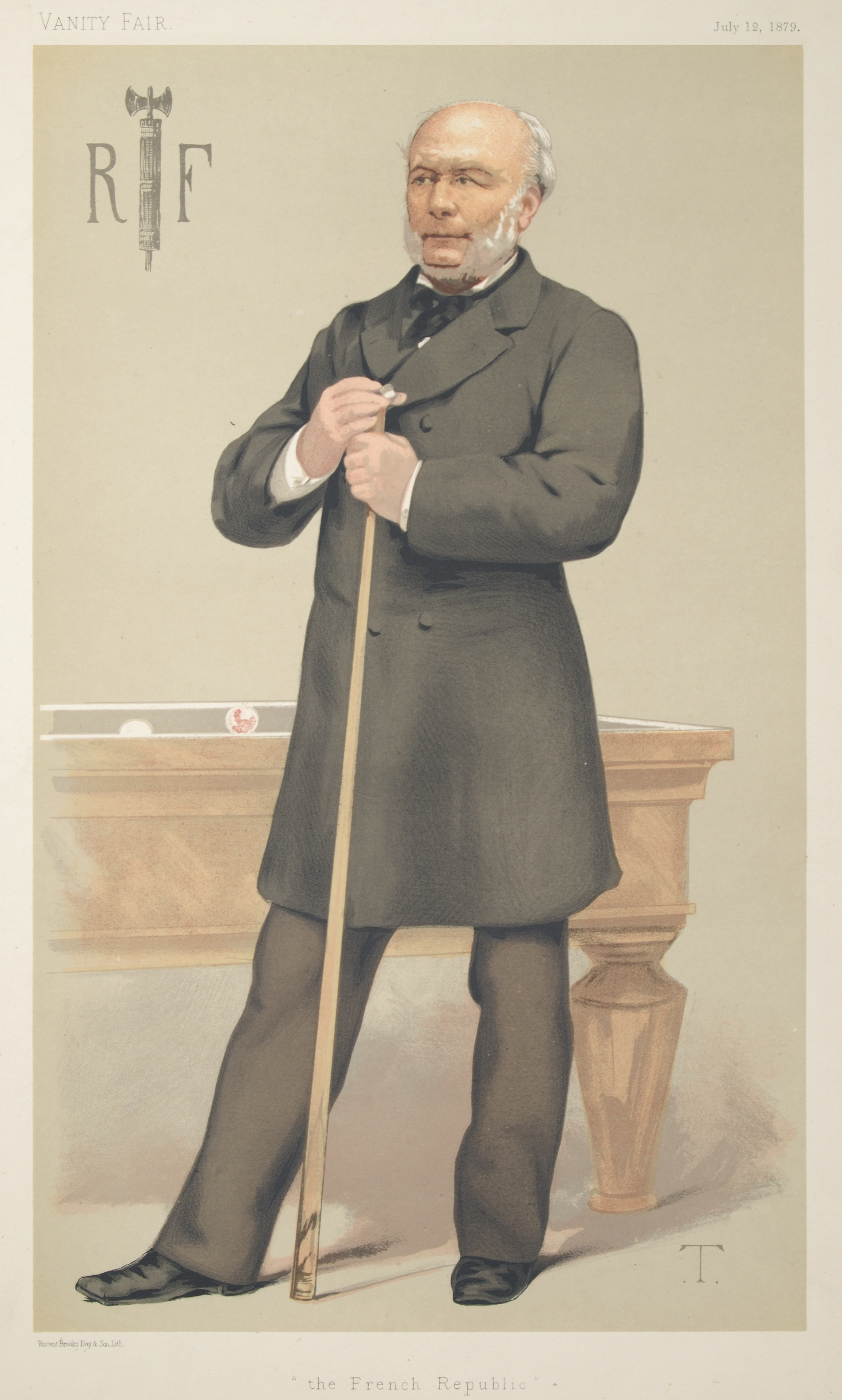
Карикатура на Греви в Vanity Fair (1879)

Отставка маршала Мак-Магона, в котором видели последний оплот монархической реставрации, была встречена в стране с чувством облегчения. С избранием Греви укоренилось убеждение, что республика вступила в период ровного, спокойного и плодотворного развития. И действительно, годы президентства Греви ознаменовались колоссальными успехами в деле упрочения демократического и республиканского строя. 28 декабря 1885 года он был переизбран Президентом республики большинством в 457 голосов из 589. Второй период президентства Греви оказался, однако, весьма непродолжительным. В конце 1887 года он вынужден был сложить с себя полномочия президента республики под влиянием общественного негодования, вызванного разоблачениями о предосудительных действиях зятя Греви, депутата Даниэля Вильсона. Лично Греви не был скомпрометирован и, надеясь на поворот в настроении общественного мнения и парламента, не спешил с сообщением к назначенному им сроку (1 дек. 1887 г.) послания, в котором ожидалось заявление об отставке.
Тогда палата заявила, что ожидает «обещанного правительством сообщения». После этого Греви не счёл возможным медлить и представил своё послание, в котором, между прочим, заявил, что он «покидает без сожаления, но не без грусти, власть, которая дважды была вверяема ему без происков с его стороны, причём в пользовании ею он по совести выполнял свой долг». Со времени выхода в отставку Греви жил в полном уединении, в основном в Мон-су-Водрэ, где и умер 9 сентября 1891 года. Его похороны были совершены за счёт государства. Жюль Греви заложил традицию, согласно которой реальная политическая власть принадлежит Совету министров (правительству), Президент Франции не играет важной политической роли, выполняя в основном представительские функции. Эта традиция была нарушена только в 1958 году, с установлением режима V республики.

## Интересные факты
- В честь Жюля Греви назван вид зебры — зебра Греви.
- Греви был самым пожилым президентом Франции на момент ухода с должности (80 лет).
- Греви был первым президентом, переизбранным на второй срок. Следующий такой случай (с Альбером Лебреном) имел место только в 1939 году.